# Schalense
Schalense ist ein Ortsteil der Stadt Wolgast im Landkreis Vorpommern-Greifswald in Mecklenburg-Vorpommern.

## Geografie und Verkehr
Schalense liegt rund dreieinhalb Kilometer südwestlich der Innenstadt. Nordwestlich befindet sich die Gemeinde Katzow gefolgt vom Katzower Gemeindeteil Netzeband, südlich der Wolgaster Ortsteil Hohendorf sowie südwestlich der Ortsteil Pritzier (ebenfalls zu Wolgast). Der Ort erstreckt sich in Nord-Süd-Richtung und trifft an seiner südlichen Grenze auf die Bundesstraße 111. Dies stellt, neben einer Verbindung nach Pritzier, auch die zentrale Verbindungsachse des Ortes dar. Östlich fließt die Ziese am Ort vorbei und entwässert bei Hohendorf in den Hohendorfer See, der wiederum Teil der Peene ist.

## Geschichte
Die erste urkundliche Erwähnung des Ortes stammt aus dem Jahr 1454. Erst 1618 erschien Schalensee in der Lubinschen Karte genannt. Es diente zu dieser Zeit als Vorwerk und gehörte zum Amt Wolgast. Im Dreißigjährigen Krieg wurde der Ort um 1637 zerstört und gelangte 1648 in den Besitz des Generalproviantmeisters von Pommern, Steffen Larßen Kempe sowie des Rittmeisters Knäckfädt. 1667 wurde der Ort königliche Domäne, die 1701 von Karl XII. verpfändet und erst 1763 wieder ausgelöst wurde. 1831 gelangte der Ort wieder in Privatbesitz, als ein Hermann Hecht das Gut übernahm. Zu dieser Zeit existierte bereits ein Gutshaus, das jedoch bei einem Brand zerstört wurde. Um 1887 entstand ein zweigeschossiges Gutshaus mit See. Die Nachkommen dieser Eigentümer wurden zum Ende des Zweiten Weltkrieges 1945 enteignet. Nach der Wende konnte die Gemeinde das Gebäude nicht mehr unterhalten und versteigerte es bei einer Auktion. Es ist seit dieser Zeit in Privatbesitz.
Die Gemeindezugehörigkeit von Schalense wechselte im Verlauf der Zeit häufig. Historisch gehörte das Dorf zur Gemeinde Katzow, bis Schalense am 1. August 1946 nach Pritzier umgegliedert wurde. Die Gemeinde Pritzier wurde am 1. Juli 1950 aufgelöst und nach Hohendorf eingemeindet, Hohendorf wiederum gehört seit dem 1. Januar 2012 zur Stadt Wolgast.

## Sehenswürdigkeiten
- Gutshaus aus dem Ende des 19. Jahrhunderts
- Ziesebruch